# Pour une vraie concurrence des monnaies
Pour une vraie concurrence des monnaies (en anglais : The Denationalization of Money) est un ouvrage de politique économique de Friedrich Hayek, publié en 1976. Il y défend le libre arbitre monétaire et prône l'abolition du monopole de la banque centrale Il accuse les banques centrales de pratiquer une planification économique en fixant arbitrairement la structure des prix par la manipulation des taux d’intérêts.

## Constat critique
Friedrich Hayek remet en question le bien-fondé du monopole que la banque centrale exerce sur la création monétaire, et réclame le libre marché monétaire. Selon l'auteur, la monnaie n’est pas un outil de politique pouvant permettre, par le contrôle de sa quantité, d’atteindre des résultats prévisibles. Selon Hayek la trajectoire est prévisible : de la monnaie-papier fiduciaire à la mainmise totale de l'État. Chaque pas nous éloignant du libre marché monétaire entraîne de nouveaux problèmes qui semblent exiger une nouvelle intervention, laquelle crée de nouveaux problèmes, et ainsi de suite jusqu’à ce que tout le système s'effondre.
Selon l'auteur, dans le système de concurrence, « la bonne monnaie chasse la mauvaise ». Au contraire, dans un système de monopole monétaire, « la mauvaise monnaie chasse la bonne », conformément à la loi de Gresham, selon laquelle les agents économiques préfèrent conserver la bonne monnaie et se défaire de la mauvaise au plus vite.
La critique principale de l'auteur est que le caractère arbitraire de la manière dont la banque centrale fixe les prix en manipulant les taux d'intérêt.

## Propositions
Friedrich Hayek appelle à changer de système monétaire ou bien nous risquerons d'étouffer l’avenir de la liberté elle-même. La liberté et le marché libre (par définition concurrentiel) sont pour lui indissociables. Selon l'auteur, la monnaie sert à marchander, c’est une institution privée appartenant aux hommes libres (droit naturel) et non à l'État. Là où subsiste une concurrence institutionnelle, l’expérimentation se poursuit. La société qui préserve ce cadre, se donne de meilleures chances de faire face aux défis de demain, au contraire de celle qui se fige.
Hayek défend un système de monnaies où les institutions peuvent créer des monnaies qui sont en concurrence. La stabilité de la valeur est présumée être le facteur décisif pour l'acceptation. Hayek fait l'hypothèse que la concurrence sera favorable aux monnaies qui préservent le plus la valeur dans le temps. Hayek suggère que les institutions pourront trouver à travers l'expérimentation un vaste panier de marchandises pour base monétaire. Pour Hayek, la presse financière serait garante des informations sur la qualité des devises, publiant des rapports réguliers sur la gestion de l'émission monétaire, ou sur la quantité des encaisses en marchandises. Cette analyse d'Hayek a été citée par de nombreux économistes dont George Selgin, Richard Timberlake, et Lawrence H. White.
Pour Hayek, c'est l'émission non contrôlée de la monnaie par le monopole d'État qui conduit aux dysfonctionnements du marché : « En raison d’un manque de compréhension générale, l’acte délictueux qu’est l’émission monétaire trop abondante par un monopoliste est, encore aujourd’hui, non seulement tolérée mais même encouragée. C’est là l’une des raisons principales pour lesquelles le fonctionnement harmonieux du marché est si fréquemment bouleversé ».
La concurrence des monnaies conduirait à un nouvel ordre monétaire international qui serait la caractéristique des pays libres : « Une fois que le principe de concurrence des monnaies aurait été généralement accepté dans les pays économiquement prépondérants, il est probable qu’il s’étendrait rapidement à tous les peuples libres de choisir leurs propres institutions. Il resterait sans nul doute des enclaves dictatoriales ne souhaitant pas abandonner leurs pouvoirs monétaires – ceci, même une fois que l’absence de contrôle des échanges serait devenue la marque distinctive des pays honnêtes et civilisés ».
Friedrich Hayek affirme que sans concurrence, il ne peut y avoir une discipline de marché responsabilisant les émetteurs de monnaie : « l’absence de concurrence a empêché l’émetteur monopolistique d’une monnaie d’être soumis à une discipline salutaire ».
Il affirme également que la mainmise des banques centrales conduit à un État s'accroissant de façon illimité : « Couper le robinet qui fournit sans cesse au gouvernement des liquidités additionnelles pour son propre usage apparaît en outre important pour stopper la tendance inhérente d’un gouvernement illimité à croître indéfiniment, ce qui est devenu pour le futur de la civilisation un danger aussi menaçant que la médiocrité de la monnaie qu’il a produite »,. « Il ne peut guère y avoir de doute que l’accroissement spectaculaire des dépenses publiques au cours des trente dernières années, avec le gouvernement s’appropriant dans certains pays occidentaux jusqu’à la moitié, voire davantage, du revenu national pour des buts collectifs, n’a été rendu possible que par la mainmise gouvernementale sur l’émission monétaire »,.

## Postérité

### Bitcoin
La concurrence des monnaies ne semble plus être une vue de l’esprit : avec l'arrivée du Bitcoin, de l'internet et de la technologie blockchain, le vœu de Hayek semble être en passe de se réaliser.
L'écosystème dynamique actuel des devises numériques est une mise en œuvre des idées originelles de Hayek où des milliers de devises sont évaluées quotidiennement par le marché selon les facteurs changeants. La technologie blockchain permet en effet de concevoir des concepts de monnaies qui sont en concurrence, où le marché définit le prix de chaque monnaie.
Selon la BCE,, le livre de Hayek constituerait la base théorique du bitcoin (et de la technologie blockchain) où des milliers de monnaies privées sont en concurrence.

### Critiques
L'économiste monétariste Milton Friedman a été critique vis-à-vis de Hayek sur la réforme monétaire à accomplir dans les années 1970. Pour Friedman la banque centrale doit injecter des liquidités dans l'économie en temps de crise, prônant ainsi une doctrine fondamentalement interventionniste. Au contraire selon Hayek, l'échec des plans de relance et des politiques d'assouplissement quantitatif ne font que reporter la crise à plus tard et l'aggraver. En outre, Friedman a noté, qu'il n'y a rien dans la loi actuelle permettant d'échanger librement des monnaies concurrentes qui soient acceptées par les deux parties.
En 1977 après examen de l'ouvrage, l'économiste David H. Howard a noté que Hayek a négligé de prendre en compte la mesure dans laquelle les institutions monétaires ont évolué pour répondre à de vrais besoins économiques. En outre, Howard dit que le régime de la concurrence des monnaies peut donner lieu à l'établissement d'un nouveau monopole semblable au système existant. Selon Howard, Hayek ne considère pas les coûts réels engendrés par un système de concurrence des monnaies qui n'aboutirait pas à un système efficace.
L'économiste Lawrence H. White a été critique sur l'hypothèse que la plupart des monnaies stables allait gagner l'acceptation par le marché.